# Condesa por amor
Condesa por amor é uma telenovela venezuelana exibida em 2009 pela Venevisión.

## Elenco
- Eileen Abad - Ana Paula Treviño
- Gerónimo Gil - Fernando Paz-Soldán
- Bernie Paz - Aníbal Paz-Soldán
- Michelle Vargas - Adriana
- Lourdes Berninzón - Laura Jiménez viuda de Paz Soldán
- Isaura Taveras - Beatriz Paz-Soldán